# Xylopia
Genre
Xylopia est un genre de plantes à fleurs de la famille des Annonaceae, décrit par Linné et comprenant plus d'une centaine d'espèces pantropicales , dont les "poivres africains" (African pepper).

## Liste des espèces
Selon The Plant List :

### Espèces valides
- Xylopia acutiflora (Dunal) A.Rich. - elo à petites feuilles[1]
- Xylopia aethiopica (Dunal) A.Rich. - piment noir de Guinée, poivre de Guinée, poivre d’Éthiopie, poivre nègre, kani[1]
- Xylopia africana Oliv.
- Xylopia amazonica R.E.Fr.
- Xylopia ambanjensis Cavaco & Keraudren
- Xylopia amoena R.E. Fr.
- Xylopia amplexicaulis (Lam.) Baill.
- Xylopia arenaria Engl.
- Xylopia aromatica (Lam.) Mart.
- Xylopia aurantiiodora De Wild. & T.Durand
- Xylopia barbata Mart.
- Xylopia beananensis Cavaco & Keraudren
- Xylopia bemarivensis Diels
- Xylopia benthamii R.E.Fr.
- Xylopia bocatorena Schery
- Xylopia brasiliensis Spreng.
- Xylopia buxifolia Baill.
- Xylopia calophylla R.E.Fr.
- Xylopia capuronii Cavaco & Keraudren
- Xylopia caudata Hook.f. & Thomson
- Xylopia cayennensis Maas
- Xylopia chrysophylla Louis ex Boutique
- Xylopia collina Diels
- Xylopia columbiana R.E. Fr.
- Xylopia conjungens R.E. Fr.
- Xylopia coriifolia Ridl.
- Xylopia crinita R.E.Fr.
- Xylopia cupularis Mildbr.
- Xylopia cuspidata Diels
- Xylopia danguyella Ghesq. ex Cavaco & Keraudren
- Xylopia decorticans D.M. Johnson & Lobão
- Xylopia dehiscens (Blanco) Merr.
- Xylopia densiflora R.E. Fr.
- Xylopia densifolia Elmer
- Xylopia dielsii Cavaco & Keraudren
- Xylopia discreta (L.f.) Sprague & Hutch.
- Xylopia egleriana Aristeg. ex Maas
- Xylopia elliotii Pierre ex Engl. & Diels
- Xylopia elliptica Maingay ex Hook.f. & Thomson
- Xylopia emarginata Mart.
- Xylopia excellens R.E.Fr.
- Xylopia fananehanensis Cavaco & Keraudren
- Xylopia ferruginea (Hook.f. & Thomson) Baill.
- Xylopia flamignii Boutique
- Xylopia flexuosa Diels
- Xylopia frutescens Aubl.
- Xylopia fusca Maingay ex Hook.f. & Thomson
- Xylopia gilbertii Boutique
- Xylopia humblotiana Baill.
- Xylopia hypolampra Mildbr.
- Xylopia katangensis De Wild.
- Xylopia kuchingensis I.M.Turner & D.M.Johnson
- Xylopia laevigata (Mart.) R.E. Fr.
- Xylopia lamii Cavaco & Keraudren
- Xylopia langsdorfiana St.Hilaire & Tulasne
- Xylopia lastelliana Baill.
- Xylopia latipetala Verdc.
- Xylopia le-testui Pellegr.
- Xylopia lemurica Diels
- Xylopia lenombe Paiva
- Xylopia ligustrifolia Dunal
- Xylopia longicuspis R.E. Fr.
- Xylopia longipetala De Wild. & T.Durand
- Xylopia macrantha Triana & Planch.
- Xylopia madagascariensis Cavaco & Keraudren
- Xylopia malayana Hook.f. & Thomson
- Xylopia micans R.E. Fr.
- Xylopia mildbraedii Diels
- Xylopia mucronata Boerl.
- Xylopia multiflora R.E.Fr.
- Xylopia mwasumbii D.M. Johnson
- Xylopia nervosa (R.E. Fr.) Maas
- Xylopia nitida Dunal
- Xylopia ochrantha Mart.
- Xylopia odoratissima Welw. ex Oliv.
- Xylopia orestera I.M.Turner & D.M.Johnson
- Xylopia orinocensis Bagstad & D.M.Johnson
- Xylopia panamensis G.E. Schatz
- Xylopia paniculata Exell
- Xylopia parviflora Spruce
- Xylopia perrieri Diels
- Xylopia peruviana R.E. Fr.
- Xylopia phloiodora Mildbr.
- Xylopia pittieri Diels
- Xylopia plowmanii P.E.Berry & D.M.Johnson
- Xylopia polyantha R.E. Fr.
- Xylopia pulchella Ridl.
- Xylopia pulcherrima Sandwith
- Xylopia pynaertii De Wild.
- Xylopia quintasii Pierre ex Engl. & Diels
- Xylopia rubescens Oliv.
- Xylopia sahafariensis Cavaco & Keraudren
- Xylopia sericea A.St.-Hil.
- Xylopia sericolampra Diels
- Xylopia sericophylla Standl. & L.O. Williams
- Xylopia spruceana Benth. ex Spruce
- Xylopia staudtii Engl. & Diels
- Xylopia stenopetala Oliv.
- Xylopia strilophylla Standl.
- Xylopia surinamensis R.E. Fr.
- Xylopia talbotii Exell
- Xylopia tomentosa Exell
- Xylopia toussaintii Boutique
- Xylopia trichostemon R.E. Fr.
- Xylopia venezuelana R.E.Fr.
- Xylopia vielana Pierre
- Xylopia villosa Chipp
- Xylopia wilwerthii De Wild. & T.Durand
- Xylopia xylantha R.E. Fr.

### Nomenclatures taxonomiques non résolues
- Xylopia acunae Borhidi E.Del-Risco
- Xylopia aligustrifolia Dunal
- Xylopia altissima Boerl.
- Xylopia ardua Sillans
- Xylopia batesii Pierre Engl. & Diels
- Xylopia cacanes Warm.
- Xylopia calosericea Diels
- Xylopia championii Hook.f. Thomson
- Xylopia chivantinensis Aristeg.
- Xylopia chocoensis R.E.Fr.
- Xylopia congolensis De
- Xylopia cubensis A.Rich.
- Xylopia degeneri A.C.Sm.
- Xylopia dibaccata Däniker
- Xylopia dunaliana Vallot
- Xylopia dunaliana L.Linden, & Sprague
- Xylopia ekmanii R.E.Fr.
- Xylopia ghesquiereana Cavaco Keraudren
- Xylopia glauca Boerl.
- Xylopia gracilis (R.E.Fr.)
- Xylopia hastarum M.L.Green
- Xylopia holtzii Engl.
- Xylopia humbertii Ghesq. Cavaco & Keraudren
- Xylopia hypolampsa Mildbr. Diels
- Xylopia involucrata M.C.Dias Kin.-Gouv.
- Xylopia jamaicensis Griseb.
- Xylopia javanica Steud.
- Xylopia kalabenonensis D.M.Johnson, & Callm.
- Xylopia lanceola Ridl.
- Xylopia lanceolata R.E.Fr.
- Xylopia lane-poolei Sprague Hutch.
- Xylopia lucida Baill.
- Xylopia maccraei L.B.
- Xylopia macrocarpa A.Chev.
- Xylopia magna Maingay Hook.f.
- Xylopia martinicensis Spreng.
- Xylopia mendoncae Exell
- Xylopia micrantha Scheff.
- Xylopia monosperma Jessup
- Xylopia nigricans Hook.f. Thomson
- Xylopia pacifica A.C.Sm.
- Xylopia pallescens Baill.
- Xylopia pancheri Baill.
- Xylopia papuana Diels
- Xylopia parviflora (Guill. Perr.) Engl. & Diels
- Xylopia parvifolia Hook.f. Thomson
- Xylopia parvifolia Schltdl.
- Xylopia patoniae I.M.Turner
- Xylopia peekelii Diels
- Xylopia pierrei Hance
- Xylopia platypetala R.E.Fr.
- Xylopia poggeana Pierre Engl. & Diels
- Xylopia poilanei Ast
- Xylopia prancei Aristeg.
- Xylopia pygmaea Warm.
- Xylopia pyrifolia Engl.
- Xylopia richardii Boivin Baill. - bois de banane
- Xylopia rigidiflora Bagstad D.M.Johnson
- Xylopia roigii P.Wilson
- Xylopia salicifolia Kunth
- Xylopia seretii De
- Xylopia tenuifolia Engl. Diels
- Xylopia torrei N.Robson
- Xylopia uniflora R.E.Fr.
- Xylopia vieillardii Baill.
- Xylopia vitiensis A.C.Sm.